# 普法爾茨的魯普雷希特 (佛萊辛主教)
普法爾茨的魯普雷希特（德語：Ruprecht von der Pfalz，1481年5月14日—1504年8月20日），佛萊辛主教，普法爾茨選侯菲利普的第三子。

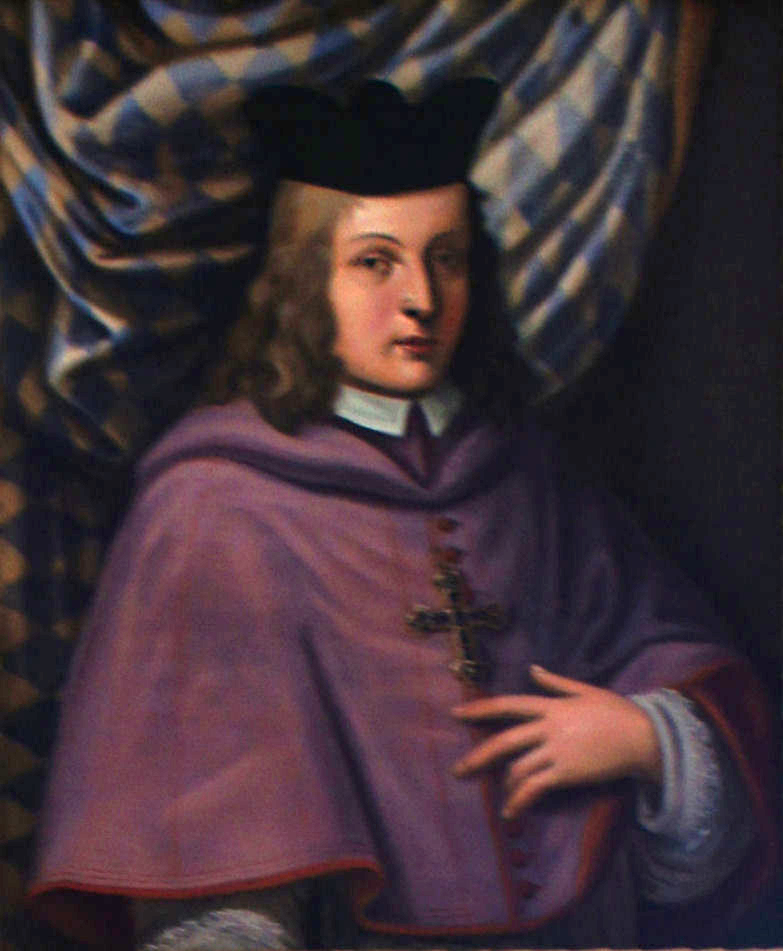

## 家庭
1499年，魯普雷希特與巴伐利亞-蘭休特公爵格奧爾格的女兒伊莉莎白結婚，兩人共有兩個兒子：
1. 鄂圖·海因里希（1502年—1559年），普法爾茨選侯
2. 菲利普（英语：Philip, Duke of Palatinate-Neuburg）（1503年—1548年），普法爾茨-諾伊堡公爵